# Theodor Becker
Pour les articles homonymes, voir Becker.
Theodor Becker est un entomologiste allemand, né le 23 juin 1840 à Gut Wahlsdorff[pas clair] près de Plön et mort le 30 juin 1928 à Liegnitz.

## Biographie
D’origine danoise, il vit à Liegnitz en Silésie où il est ingénieur civil. Il consacre ses loisirs à l’étude des diptères et est le coéditeur, aux côtés de Mario Bezzi (1868-1927), de Paul Stein (1852-1921) et de Kálmán Kertész (1867-1922), d’un catalogue des diptères européens qui paraît de 1903 à 1917. Ses collections sont conservées au musée d'histoire naturelle de Berlin.

## Quelques œuvres
- 1902. Die Meigenschen Typen der sog. Musciden Acalyptratae (Muscaria, Holometopa). Zeitschrift für systematische Hymenopterologie und Dipterologie 2: 209-256, 289-320, 337-349.
- 1903. Die Typen der v. Roser’schen Dipteren-Sammlung in Stuttgart. Diptera Cyclorrhapha Schizophora. Jahreshefte des Vereins für Vaterländische Naturkunde in Württemberg 59: 52-66.
- 1903. Aegyptische Dipteren gesammelt und beschrieben (Fortsetzung und Schluss). Mitteilungen aus dem zoologischen Museum in Berlin 2(3): 67-192.
- 1905. Cyclorrhapha Schizophora: Holometopa. In Becker, T., Bezzi, M., Kertész, K. & Stein, P. (eds): Katalog der paläarktischen Dipteren. Vol. 4, 272 pp., G. Wesselényi in Hódmezövásárhely, Budapest. Bibliography 330.
- 1907. Zur Kenntnis der Dipteren von Zentral Asien. - I. Cyclorrhapha Schizophora, Holometopa und Orthorrhapha Brachycera. Annuaire du Musée zoologique de l'Académie impériale des sciences de St-Pétersbourg 12: 253-317.
- 1907. Die Ergebnisse meiner dipterologischen Frühjahrsreise nach Algier und Tunis 1906. Zeitschrift für systematische Hymenopterologie und Dipterologie 7: 369-407.
- 1907. Ein Beitrag zur Kenntnis der Dipterenfauna Nordsibiriens. Résultats scientifiques de l’Expédition polaire russe en 1900-1903, sous la direction du Baron E. Toll. Section E: Zoologie. Volume I. Livr.10. Mémoires de l'Académie impériale des sciences de St-Pétersbourg, VIII Série, Classe Physico-Mathématique 18(10): 1-6.
- 1908. Dipteren der Kanarischen Inseln. Mitteilungen aus dem zoologischen Museum in Berlin 4(1): 1-180.
- 1908. Dipteren der Insel Madeira. Mitteilungen aus dem zoologischen Museum in Berlin 4(1): 181-206.
- 1909. Collections recueillies par M. Maurice de Rothschild en Afrique orientale anglaise. Insectes: Diptères nouveaux. Bulletin du Muséum national d'histoire naturelle, Paris 15: 113-121.
- 1910. Voyage de M. Maurice de Rothschild en Éthiopie et en Afrique orientale (1904-1906). Diptères nouveaux. Annales de la Société entomologique de France 79: 22-30.
- 1910. Dipteren aus Südarabien und von der Insel Sokótra. Denkschriften der Kaiserlichen Akademie der Wissenschaften, Wien, Mathematisch-Naturwissenschaftliche Klasse, 71: 1-30.
- 1910. Dipterologische Sammelreise nach Korsika (Dipt.). I. Orthorrhapha brachycera. Deutsche Entomologische Zeitschrift 6: 635-665.
- 1911. Chloropidae. Eine monographische Studie. III. Teil. Die indo-australische Region. Annales historico-naturales Musei nationalis …
- 1916. Fauna Faeröensis. Orthorrhapha Brachycera, Cyclorrhapha aschiza und Schizophora (excl. Anthomyiinae). Zoologische Jahrbücher, Abteilung für Systematik, Geographie und Biologie der Tiere, Jena 39:121-134.
- 1920. Diptères brachycères. Mission du Service géographique de l'Armée pour la mesure d'un arc de méridien équatorial en Amérique du Sud, 1899-1906, 10(1919)(2):163-215.
- 1922. Diptères. In: Extrait du voyage de M. le Baron Maurice de Rothschild en Éthiopie et en Afrique orientale anglaise (1904-1905). p. 796–836, Imprimerie Nationale, Paris.

1913. Dipteren aus Marokko. Annuaire du Musée zoologique de l'Académie impériale des sciences de St-Pétersbourg 18: 62-95.